# Universiteit van Durban-Westville
The Universiteit van Durban-Westville was van 1972 tot 2004 een universiteit in het Zuid-Afrikaanse Westville, Durban. In 2004 fuseerde de universiteit met de universiteit van Natal, waarmee ze sindsdien de universiteit van KwaZoeloe-Natal vormt.
Oorspronkelijk was de universiteit bedoeld voor studenten met een Indiase achtergrond. De universiteit van Durban-Westville bood studies in handel, rechtsgeleerdheid, techniek en vele wetenschappen. Later werd er een overdekt sportcentrum gebouwd dat onderdak bood aan veel nationale sportevenementen.
De universiteit was in de tijd van de apartheid vaak het middelpunt van politieke bijeenkomsten.

## Verbonden
- Rita Gilfillan (als docent), schrijfster